# بزون
بزون (به فرانسوی: Bezons) یک کامین در فرانسه است که در Canton of Bezons واقع شده‌است.

## خصوصیات
بزون ۴٫۱۶ کیلومترمربع مساحت و ۲۸٬۱۹۲ نفر جمعیت دارد و ۴۱ متر بالاتر از سطح دریا واقع شده‌است.

## خواهرخوانده
شهرهای سکسارد و Downpatrick خواهرخوانده‌های بزون هستند.